# César-díjak 2021
A 46. César-díj átadó ünnepségre, amelyen a 2020-ban forgalomba hozott, s a francia filmes szakma képviselői által legjobbnak ítélt francia alkotásokat részesítik elismerésben, 2021. március 12-én került sor a párizsi Olympia zenés színházban. Az ünnepség elnökének Roschdy Zem színész, filmrendezőt, ceremóniamesterének Marina Foïs francia színésznőt kérték fel.

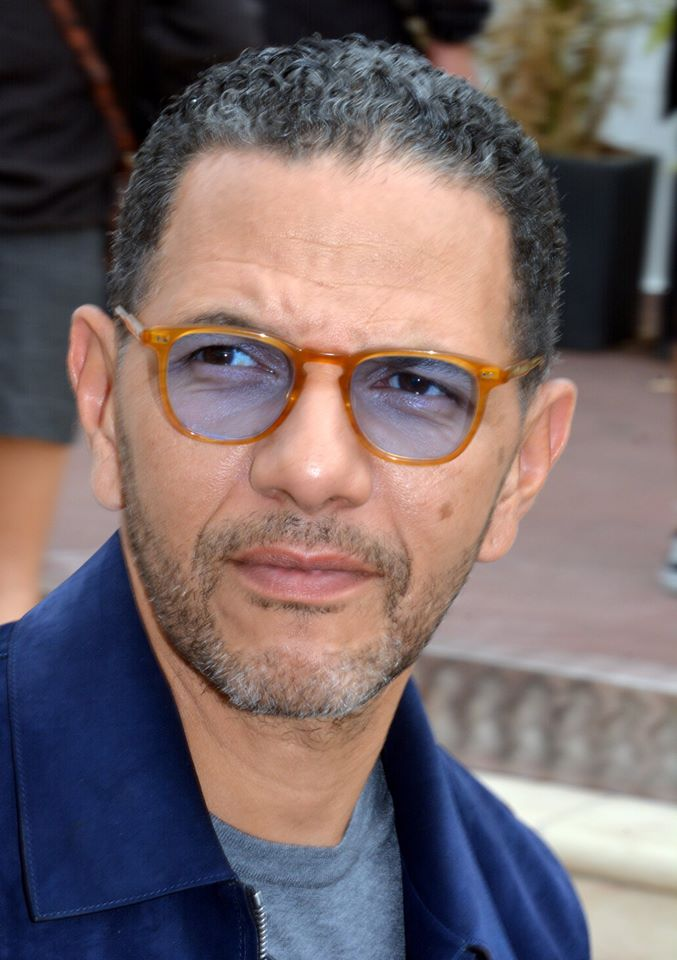
Roschdy Zem, a 46. gála elnöke

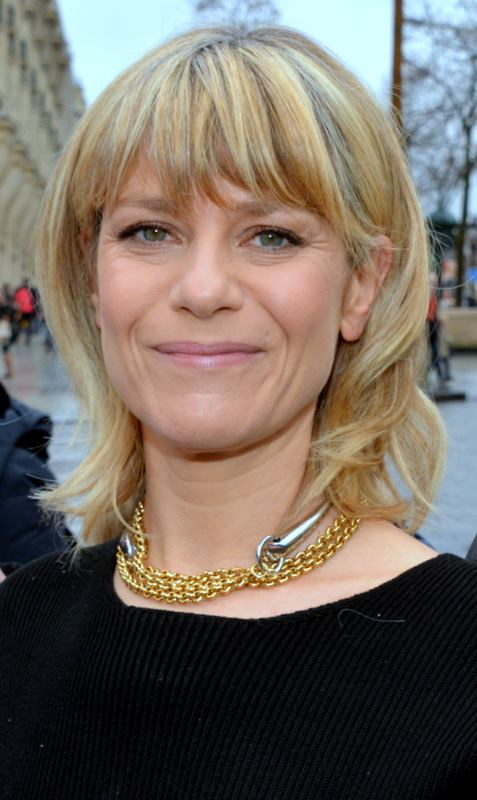
Marina Foïs, a gála házigazdája

## Jelölések és díjak
2020-ban a francia Filmművészeti és Filmtechnikai Akadémia (AATC) működésében mélyreható változások következtek be: új alapszabályzat és szavazási rendszer lépett életbe, a közgyűlés új képviselőket választott, létrehozták a nemek paritásán alapuló új elnöki-alelnöki vezetői rendszert annak érdekében, hogy – Margaret Menegoz akkori ideiglenes elnök megfogalmazása szerint – „több változatosságot, több paritást és több demokráciát” teremtsenek az Akadémia működésében, és biztosítsák annak 4600 tagját, akik úgy vélik, hogy nem hallatszik a hangjuk szervezetük döntéseit illetően.
A változások közé tartozott az is, hogy 2021-ben többé nem osztották ki a három évvel korábban létrehozott, ám mindvégig erősen vitatott közönség César-díja kategóriát, amelyben a Box-office France listán öt legjobb helyezésű alkotást jelölték a díjra és a tagság választotta ki a nyertest titkos szavazással. Ugyanakkor új díjat is alapítottak évfordulós César (César anniversaire) elnevezéssel, amit első alkalommal a 40. születésnapját ünneplő hétfős Le Splendid művészcsoportnak ítélték oda.
Tekintettel arra, hogy a Covid19-pandémia miatt a filmszínházaknak sorban le kellett mondaniuk a magán- és a nyilvános vetítéseket, továbbá gazdasági és biztonsági okokból (korábban a kódolás ellenére is sok kalózmásolat készült) nem készítettek részükre DVD-csomagot sem, az akadémia tagjai sem tudtak hagyományos módon szavazni. 2020 december 21-én megnyitottak számukra egy zárt rendszerű videómegosztó platformot, ahol streamingelve biztonságosan megtekinthették a filmeket. Szavazataikat ugyancsak zárt rendszeren, közjegyzői felügyelet mellett adták le. Az elsőkörös szavazást 2021. január 11. és február 9. között bonyolították le.
A díjra jelölt filmek, alkotók és szereplők végleges listáját az AATC 4959 állandó, és mintegy 200 pártoló tagja állította össze egy első körös szavazással 351 alkotásból (ebből 125 volt választható a legjobb film, 190 a legjobb külföldi film és 36 a legjobb rövidfilm kategóriában), valamint 1760 személyből. A jelöltek listáját az akadémia elnöke hozta nyilvánosságra 2021. február 10-én, a párizsi Fouquet's étteremben tartott sajtótájékoztatón.
A legtöbb jelölést – a diák-Césarral együtt tizennégyet – Emmanuel Mouret Szerelmeink filmdrámája kapta. Nagy várakozás előzte meg François Ozon ’85 nyara és Albert Dupontel Elég a hülyékből című alkotásait, amelyek ugyancsak kimagaslóan nagy számú, 13-13 jelölést kaptak. Közülük csak Dupontel filmdrámája remekelt: hét Césart gyűjtött be, köztük a legjobb film, a legjobb rendező, a Legjobb operatőr és a legjobb forgatókönyv kategóriákét. Három díjat szerzett meg Sébastien Lifshitz dokumentumfilmje, a Ha már fel kell nőni. A díjátadó gála legnagyobb vesztese az ’85 nyara lett: tizenhárom jelöléséből egyet sem tudott díjra váltani.
A középiskolások César-díjára érdemes alkotást a diákok a legjobb film kategória öt alkotásából választhatták meg titkos szavazással. A nyertest a díjátadó gálán nevezték meg, a díjat külön ünnepség keretében adták át március 15-én.
2021. március 4-én tartották meg a producerek vacsoráját, amelyen Caroline Bonmarchand producernek, az Avenue B Productions tulajdonosának munkáját ismerték el Daniel Toscan du Plantier-díjjal.
Az esemény hivatalos plakátja a 2020-ban elhunyt Michel Piccolinak állít emléket, aki Romy Schneiderrel látható Claude Sautet 1970-ben bemutatott Az élet dolgai című filmdrámájának egyik jelentében. A rendezvény alkalmat adott arra, hogy megemlékezzenek az elmúlt év folyamán elhunyt művészekre, köztük Claude Brasseur, Michel Piccoli színészekre, Jean-Claude Carrière forgatókönyvíróra, és Jean-Loup Dabadie zeneszerzőre. A január közepén 69 évesen Civid19-pandémia áldozatául esett Jean-Pierre Bacri posztumusz tiszteletbeli Césart kapott.
| Díjak                            | Jelöltek |
| -------------------------------- | --- |
| Legjobb film                     | - Elég a hülyékből (Adieu les cons), rendezte: Albert Dupontel - ’85 nyara (Été 85), rendezte: François Ozon - Ha már fel kell nőni (Adolescentes), rendezte: Sébastien Lifshitz - Jó a szamár is (Antoinette dans les Cévennes), rendezte: Caroline Vignal - Szerelmeink (Les Choses qu'on dit, les choses qu'on fait), rendezte: Emmanuel Mouret |
| Legjobb rendező                  | - Albert Dupontel – Elég a hülyékből (Adieu les cons) - Sébastien Lifshitz – Ha már fel kell nőni (Adolescentes) - Maïwenn – ADN - Emmanuel Mouret – Szerelmeink (Les Choses qu'on dit, les choses qu'on fait) - François Ozon – ’85 nyara (Été 85) |
| Legjobb színésznő                | - Laure Calamy – Jó a szamár is (Antoinette dans les Cévennes) - Martine Chevallier – Ketten (Deux) - Virginie Efira – Elég a hülyékből (Adieu les cons) - Camélia Jordana – Szerelmeink (Les Choses qu'on dit, les choses qu'on fait) - Barbara Sukowa – Ketten (Deux) |
| Legjobb színész                  | - Sami Bouajila – A fiúnk élete (Bik Eneich: Un fils) - Jonathan Cohen – Ez mekkora! (Énorme) - Albert Dupontel – Elég a hülyékből (Adieu les cons) - Niels Schneider – Szerelmeink (Les Choses qu'on dit, les choses qu'on fait) - Lambert Wilson – De Gaulle |
| Legjobb mellékszereplő színésznő | - Émilie Dequenne – Szerelmeink (Les Choses qu'on dit, les choses qu'on fait) - Fanny Ardant – ADN - Valeria Bruni Tedeschi – ’85 nyara (Été 85) - Noémie Lvovsky – Hogyan legyél jó feleség? (La Bonne épouse) - Yolande Moreau – Hogyan legyél jó feleség? (La Bonne épouse) |
| Legjobb mellékszereplő színész   | - Nicolas Marié – Elég a hülyékből (Adieu les cons) - Édouard Baer – Hogyan legyél jó feleség? (La Bonne épouse) - Louis Garrel – ADN - Benjamin Lavernhe – Jó a szamár is (Antoinette dans les Cévennes) - Vincent Macaigne – Szerelmeink (Les Choses qu'on dit, les choses qu'on fait) |
| Legígéretesebb fiatal színésznő  | - Fathia Youssouf – Cukorfalatok (Mignonnes) - Mélissa Guers – Lány bilincsben (La Fille au bracelet) - India Hair – Halszerelem (Poissonsexe) - Julia Piaton – Szerelmeink (Les Choses qu'on dit, les choses qu'on fait) - Camille Rutherford – Felicità |
| Legígéretesebb fiatal színész    | - Jean-Pascal Zadi – Egyszerűen fekete (Tout simplement noir) - Guang Huo – Éjszakai utazás (La Nuit venue) - Félix Lefebvre – ’85 nyara (Été 85) - Benjamin Voisin – ’85 nyara (Été 85) - Alexandre Wetter – Miss |
| Legjobb operatőr                 | - Alexis Kavyrchine – Elég a hülyékből (Adieu les cons) - Antoine Parouty, Paul Guilhaume – Ha már fel kell nőni (Adolescentes) - Simon Beaufils – Jó a szamár is (Antoinette dans les Cévennes) - Laurent Desmet – Szerelmeink (Les Choses qu'on dit, les choses qu'on fait) - Hichame Alaouié – ’85 nyara (Été 85) |
| Legjobb vágás                    | - Tina Baz – Ha már fel kell nőni (Adolescentes) - Christophe Pinel – Elég a hülyékből (Adieu les cons) - Annette Dutertre – Jó a szamár is (Antoinette dans les Cévennes) - Martial Salomon – Szerelmeink (Les Choses qu'on dit, les choses qu'on fait) - Laure Gardette – ’85 nyara (Été 85) |
| Legjobb eredeti forgatókönyv     | - Albert Dupontel – Elég a hülyékből (Adieu les cons) - Caroline Vignal – Jó a szamár is (Antoinette dans les Cévennes) - Emmanuel Mouret – Szerelmeink (Les Choses qu'on dit, les choses qu'on fait) - Filippo Meneghetti, Malysone Bovorasmy – Ketten (Deux) - Benoît Delépine, Gustave Kervern – Előzmények törlése (Effacer l'historique) |
| Legjobb adaptáció                | - Stéphane Demoustier – Lány bilincsben (La Fille au bracelet) - Olivier Assayas – Wasp Network – Az ellenállók (Cuban Network) - Hannelore Cayre, Jean-Paul Salomé – A fűnökasszony (La daronne) - François Ozon – ’85 nyara (Été 85) - Éric Barbier – A gyerekkor földje (Petit pays) |
| Legjobb filmzene                 | - Rone – Éjszakai utazás (La Nuit venue) - Christophe Julien – Elég a hülyékből (Adieu les cons) - Stephen Warbeck – ADN - Mateï Bratescot – Jó a szamár is (Antoinette dans les Cévennes) - Jean-Benoît Dunckel – ’85 nyara (Été 85) |
| Legjobb hang                     | - Yolande Decarsin, Jeanne Delplancq, Fanny Martin, Olivier Goinard – Ha már fel kell nőni (Adolescentes) - Jean Minondo, Gurwal Coïc-Gallas, Cyril Holtz – Elég a hülyékből (Adieu les cons) - Guillaume Valeix, Fred Demolder, Jean-Paul Hurier – Jó a szamár is (Antoinette dans les Cévennes) - Claire Perrier Huissier De Justice Associé Maxime Gavaudan, François Mereu, Jean-Paul Hurier – Szerelmeink (Les Choses qu'on dit, les choses qu'on fait) - Brigitte Taillandier, Julien Roig, Jean-Paul Hurier – ’85 nyara (Été 85) |
| Legjobb díszlet                  | - Carlos Conti – Elég a hülyékből (Adieu les cons) - Thierry François – Hogyan legyél jó feleség? (La Bonne épouse) - David Faivre – Szerelmeink (Les Choses qu'on dit, les choses qu'on fait) - Nicolas de Boiscuillé – De Gaulle - Benoît Barouh – ’85 nyara (Été 85) |
| Legjobb jelmez                   | - Madeline Fontaine – Hogyan legyél jó feleség? (La Bonne épouse) - Mimi Lempicka – Elég a hülyékből (Adieu les cons) - Hélène Davoudian – Szerelmeink (Les Choses qu'on dit, les choses qu'on fait) - Anaïs Romand, Sergio Ballo – De Gaulle - Pascaline Chavanne – ’85 nyara (Été 85) |
| Legjobb elsőfilm                 | - Ketten (Deux), rendezte: Filippo Meneghetti - Cukorfalatok (Mignonnes), rendezte: Maïmouna Doucouré - Egyszerűen fekete (Tout simplement noir), rendezte: Jean-Pascal Zadi - Garçon chiffon, rendezte: Nicolas Maury - Tunéziai terápia (Un divan à Tunis), rendezte:Manele Labidi |
| Legjobb animációs film           | - Josep, rendezte: Aurel - Calamity, Jane Cannary gyermekkora (Calamity, une enfance de Martha Jane Cannary), rendezte: Rémi Chayé - Kicsi vámpír (Petit vampire), rendezte: Joann Sfar |
| legjobb animációs rövidfilm      | - L'heure de l'ours, rendezte: Agnès Patron - Bach-Hông, rendezte: Elsa Duhamel - La Tête dans les orties, rendezte: Paul Cabon - Sipi kalandjai (L'odyssée de choum), rendezte: Julien Bisaro |
| Legjobb dokumentumfilm           | - Ha már fel kell nőni (Adolescentes), rendezte: Sébastien Lifshitz - Cyrille agriculteur, 30 ans, 20 vaches, du lait, du beurre, des dettes, rendezte: Rodolphe Marconi - Histoire d'un regard, rendezte: Mariana Otero - La Cravate, rendezte: Etienne Chaillou, Mathias Théry - Un pays qui se tient sage, rendezte: David du Fresne |
| Legjobb rövidfilm                | - Qu'importe si les bêtes meurent, rendezte: Sofia Alaoui - Bal tringue, rendezte: Josza Anjembe - Je serai parmi les amandiers, rendezte: Marie Le Floc'h - L'aventure atomique, rendezte: Loïc Barché - Un adieu, rendezte: Mathilde Profit |
| Legjobb külföldi film            | - Még egy kört mindenkinek (Druk), rendezte: Thomas Vinterberg DEN SWE NOR - 1917, rendezte: Sam Mendes GBR USA - Corpus Christi (Boże Ciało), rendezte: Jan Komasa POL - La virgen de agosto, rendezte: Jonás Trueba ESP - Sötét vizeken (Dark Waters), rendezte: Todd Haynes USA |
| A középiskolások César-díja      | - Elég a hülyékből (Adieu les cons), rendezte: Albert Dupontel - ’85 nyara (Été 85), rendezte: François Ozon - Ha már fel kell nőni (Adolescentes), rendezte: Sébastien Lifshitz - Jó a szamár is (Antoinette dans les Cévennes), rendezte: Caroline Vignal - Szerelmeink (Les Choses qu'on dit, les choses qu'on fait), rendezte: Emmanuel Mouret |
| Tiszteletbeli César              | - Jean-Pierre Bacri (posztumusz) |
| Évfordulós César                 | - Le Splendid |

## Többszörös jelölések és elismerések
A statisztikában a különdíjak nem lettek figyelembe véve.
| Jelölés | Díj | Magyar cím                | Eredeti cím                                 |
| ------- | --- | ------------------------- | ------------------------------------------- |
| 14      | 1   | Szerelmeink               | Les Choses qu'on dit, les choses qu'on fait |
| 13      | 7   | Elég a hülyékből          | Adieu les cons                              |
| 13      | 0   | ’85 nyara                 | Été 85                                      |
| 9       | 1   | Jó a szamár is            | Antoinette dans les Cévennes                |
| 7       | 3   | Ha már fel kell nőni      | Adolescentes                                |
| 5       | 1   | Hogyan legyél jó feleség? | La Bonne épouse                             |
| 4       | 1   | Ketten                    | Deux                                        |
| 4       | 0   | –––                       | ADN                                         |
| 3       | 0   | –––                       | De Gaulle                                   |
| 2       | 1   | Cukorfalatok              | Mignonnes                                   |
| 2       | 1   | Egyszerűen fekete         | Tout simplement noir                        |
| 2       | 1   | Éjszakai utazás           | La Nuit venue                               |
| 2       | 1   | Lány bilincsben           | La Fille au bracelet                        |